# Kanō Sanraku
Kanō Sanraku (狩野 山楽), de son vrai nom : Kanō Mitsuyori, surnoms : Heizō, Shuri, nom de pinceau : Sanraku, né en 1559 à Omi, mort le 30 septembre 1635 —fin de l'époque Momoyama, début de l'époque d'Edo. Peintre japonais de l'École Kanō.

## Biographie
Fils du peintre Kimara Nagamitsu, il est adopté par son maître, Kanō Eitoku (1543-1590) dont il est le disciple favori. À la mort de Mitsunobu, fils aîné de Eitoku, en 1608, il est aux côtés de Kanō Sadanobu (1597-1623) à la tête de l'atelier familial et c'est sans doute l'artiste qui illustre le mieux la seconde partie de l'époque Momoyama, à Kyōto.
Fils de guerrier, il sert de page au Shogun Hideyoshi qui, remarquant son talent, le met en apprentissage chez Eitoku. Sanraku continue de bénéficier de la protection de Hideyoshi, surtout après la mort de Eitoku et en 1592 on lui offre la décoration du château de Momoyama.
Quand la famille Kanō s'installe à Edo, nouveau centre du pouvoir, Sankaru reste à Kyōto et ses descendants assurent après lui, la continuité de son atelier sous le nom de Kyō- Kanō, famille Kanō de Kyōto. Il reste d'assez nombreuses œuvres de Sanraku, du lavis de style cursif aux grandes compositions décoratives hautes en couleur, des paysages délicats aux scènes historiques chinoises, montrant toute l'étendue de son talent et la sûreté de sa technique.
Dans les peintures murales, exécutées vers 1620 dans deux bâtiments du monastère Daitoku-ji à Kyōto, on retrouve avec les paysages et les pins aux faucons monochrome le style Kanō inaugurée par Motonobu (1476-1559), avec une très grande finesse de pinceau que chez Eitoku. Sa tendance à la stylisation du trait est poussée à l'extrême dans les compositions du sanctuaire Tenkyû-in au temple zen Myōshin-ji à Kyōto, exécutées par Sanraku et son fils adoptif Sansetsu (1590-1651) entre 1631 et 1635, juste avant la mort de ce peintre.
Les couleurs ont gardé toute leur fraîcheur, que ce soit celles des tigres de la salles centrale, les liserons fleuris sur la clôture de bambou de la salle Est ou les pruniers et les oiseaux de la salle Ouest. Une grande partie de cet ensemble revient à Sansetsu, mais la sensibilité délicate de Sanraku transparaît dans le rythme savamment calculé, l'aspect presque géométrique des rochers et de l'arbre tordu, proche d'une beauté statique, voire abstraite. Son talent dessinateur s'épanche librement sur un paravent, anciennement dans l'ancien palais de Kujô, actuellement conservé au Musée national de Tōkyō.
C'est une scène historique japonaise tirée du Roman de Genji : Kuruma-Arasoi. Les personnages historiques sont traités avec toute la minutie de l'École Tosa, dynastie des peintres de cour, mais Sanraku, en introduisant des personnalités contemporaines, confère à l'œuvre une extrême vivacité.

## Galerie

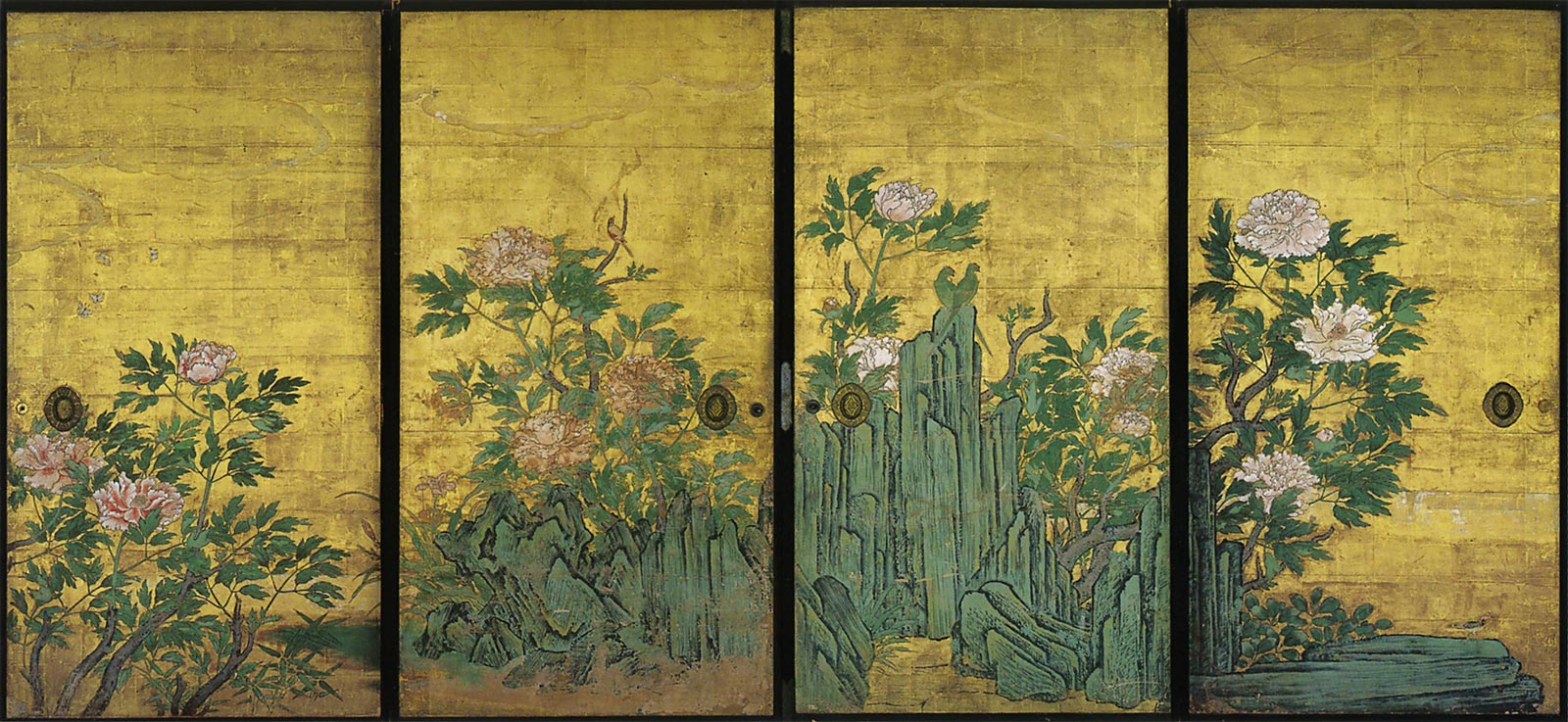
Pivoine . Encre, couleurs et or sur papier Honkin, fusuma : 184 x 93,5 cm, x 4, déb. XVIIe siècle. Daikaku-ji, Kyoto
Pivoine . Encre, couleurs et or sur papier Honkin, fusuma : 184 x 93,5 cm, x 4, déb. XVIIe siècle. Daikaku-ji, Kyoto
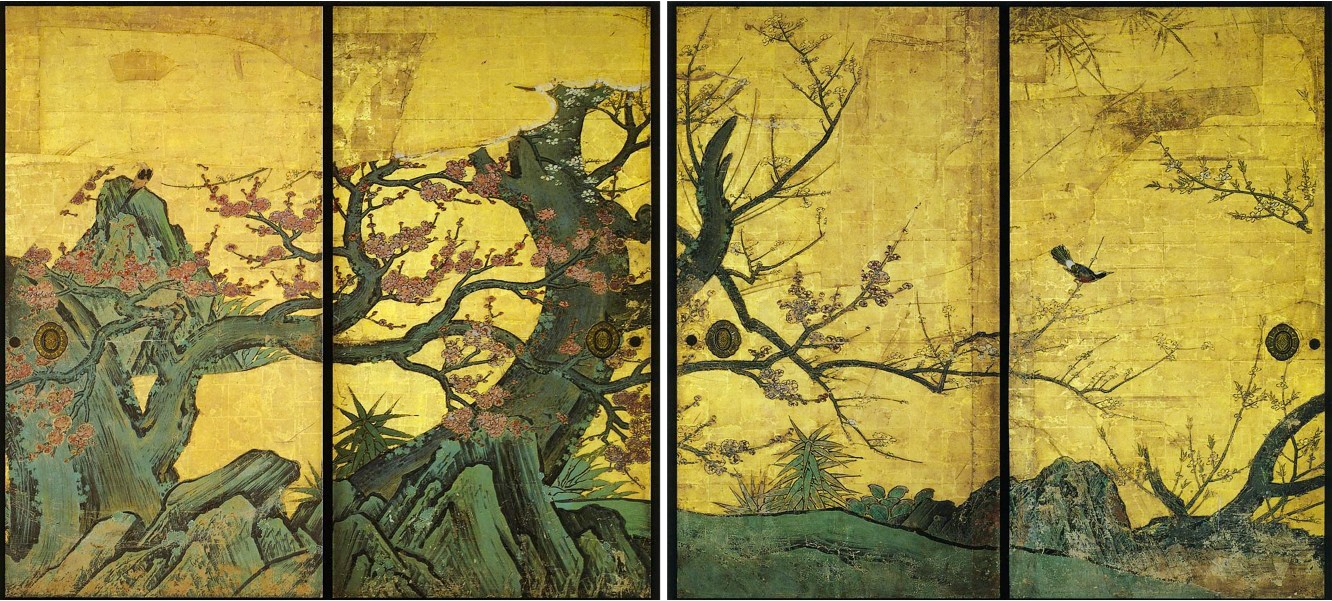
« Vieux prunier ». Encre, couleurs et or sur papier Honkin, fusuma : 184 x 99 cm, x 4, déb. XVIIe siècle. Daikaku-ji, Kyoto
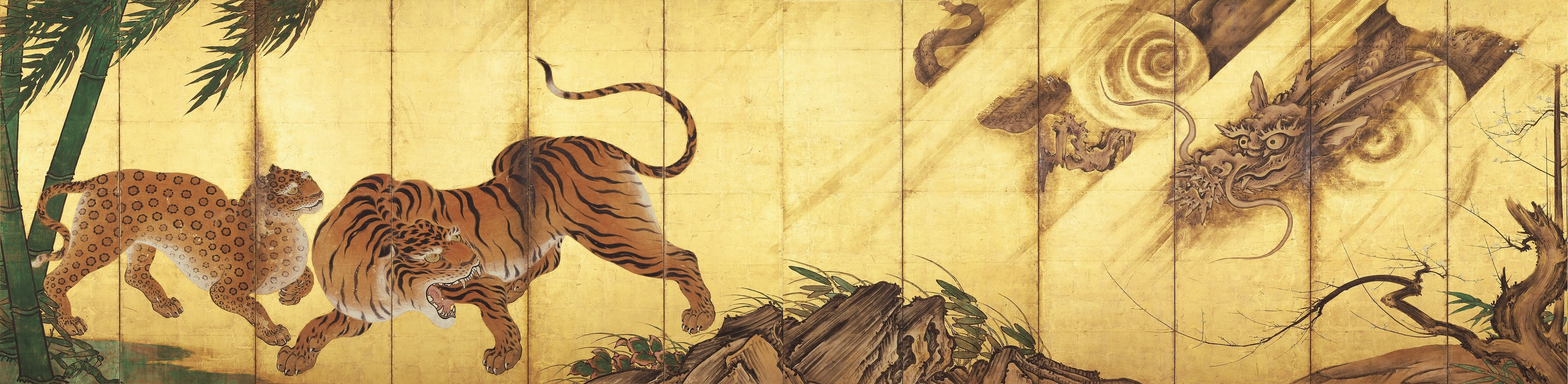
Tigres et dragons. Encre, couleurs et or sur papier Honkin, fusuma : 77,5 × 356,5 cm, x 2. déb. XVIIe siècle. Myōshin-ji, Kyoto
Attribué à Kanō Sanraku. Paravent de gauche à six panneaux, d'une paire. Encre, or et couleurs sur soie, H. 1,67 m ; L. 3,57 m. Musée d'Art Suntory